# Khul
Khul är en form av skilsmässa inom islam där äktenskapet upplöses på initiativ av hustrun. Det innebär att kvinnan köper en annullering av äktenskap genom att ge mannen skadestånd.
Kvinnan som vill separera från sin man säger även upp mannens ansvar att underhålla henne ekonomiskt enligt talaq. Förutsatt att mannen accepterar hennes vilja till att separera, men det finns en annan åsikt bland muslimska shariajurister som ger domaren rätt att avsluta äktenskapet om mannen inte går med på kvinnans begäran. Krävs inga juridiska inslag i skilsmässan, utan paret gör själva upp om hur saker och ting ska fördelas. Mannen behöver inte längre försörja henne under idda perioden. Även om khul ses som kvinnans rätt till skilsmässa så är det mannen som vinner på det ekonomiskt, och därför finns det vissa problem med khul skilsmässa och fall där männen försökt få igenom khul på grund av ekonomisk vinning. 
Khul är oåterkalleligt, kvinnan förlorar sina rättigheter och mannen kan inte ta tillbaka sin fru, inte ens under den vänteperiod som finns i talaq. Paret kan dock i gemensamt beslut gifta om sig igen, men detta sker med ett nytt kontrakt och ny hemgift. 
För att öka kvinnors rättigheter finns det idag khul som sker juridiskt där en domare bestämmer hur mycket av sin hemgift som kvinnan ska återbetala. I mars 2000 rättsväsendet i Egypten har antagit den åsikten att domaren har rätt att avsluta ett äktenskap utan mans samtycke om kvinnan återbetalade sin hemgift. I Pakistan har khul funnits sedan början av 2000-talet, då kvinnor utan särskilda grunder har kunnat skilja sig ändå. I de flesta andra muslimska länder är inte khul något som vanligtvis praktiseras men blir troligtvis mer och mer vanligt, eftersom det skapar ett mer jämlikt samhälle. Det är även lättare att använda sig av khul än att ändra lagarna i landet.